# プスコフ公
プスコフ公（プスコフこう、ロシア語: псковские князья）はプスコフ公国（プスコフ共和国）の公の称号（クニャージ）である。
プスコフ公国の初代の公はウラジーミル1世の子のスディスラフである。プスコフ公国では民会の力が強く、公の権限は他のルーシの諸公国に比べわずかなものだった。キエフ大公国の滅亡の後、プスコフ公国はノヴゴロド公国に属していたが、1348年にノヴゴロド公国はプスコフ公国の独立を認めた。一方、プスコフ公国はモスクワ大公国へ接近し、モスクワ大公による公の任免権を承認した。1399年からのプスコフ公はモスクワのナメストニク（モスコフスキー・ナメストニク）と呼ばれる。1510年にモスクワ大公のヴァシーリー3世はプスコフ公国の併合を宣言し、モスクワ大公国の一部となった。
（留意事項）
- 各人物は、文献によっては「～世」・「～公」等の数えや通称の併記、あるいは洗礼名での表記などにより、異なる表記がなされている可能性がある。
- 各人物は、他の称号の元で異なる数えがなされる可能性がある。（例：ムスチスラフ・ロマノヴィチはプスコフ公としては2人目のムスチスラフであるが、キエフ大公としては「ムスチスラフ3世」となる。）

各人物の詳細は各頁を参照。

## プスコフ公の一覧

### プスコフ公
- スディスラフ・ウラジミロヴィチ(ru)（在位：1014年 - 1036年）
- フセヴォロド・ムスチスラヴィチ（在位：1137年 - 1138年）
- スヴャトポルク・ムスチスラヴィチ（在位：1138年 - 1148年）[1]
- ムスチスラフ・ダヴィドヴィチ（在位：1178年 - 1180年）
- ムスチスラフ・ロマノヴィチ（在位：1180年 - 1195年）
- ウラジーミル・ムスチスラヴィチ(ru)（在位：1195年 - 1211年）
- ウラジーミル・ムスチスラヴィチ（在位：1213年 - 1213年）：再任
- フセヴォロド・ボリソヴィチ(ru)（在位：1213年 - 1214年）
- ヤロスラフ・ウラジミロヴィチ（在位：1214年）
- フセヴォロド・ムスチスラヴィチ（在位：1214年）
- ウラジーミル・ムスチスラヴィチ（在位：1214年 - 1222年）：再任
- ユーリー・ムスチスラヴィチ[2]（在位：1232年 - 1240年）
- ヤロスラフ・ウラジミロヴィチ（在位：1240年 - 1242年）：再任
- ヤロスラフ・ヤロスラヴィチ（在位：1253年 - 1256年）
- スヴャトスラフ・ヤロスラヴィチ(ru)（在位：1256年 - 1266年）
- ダウマンタス（在位：1266年 - 1299年）
- ダヴィド(ru)（在位：1299年）
- フョードル・ミハイロヴィチ（在位：1307年）
- アレクサンドル・ミハイロヴィチ（在位：1327年 - 1330年）
- ダヴィド（在位：1323年） ：再任
- アレクサンドル・ミハイロヴィチ（在位：1331年 - 1337年）：再任
- フセヴォロド・アレクサンドロヴィチ(ru)（在位：1337年 - 1339年、 - 1341年）
- アレクサンドル・フセフォロドヴィチ(ru)（在位：1341年）
- アンドリュス・アルギルダイティス（在位：1342年 - 1349年）
- エヴスタフィー・フョードロヴィチ（在位：1349年 - 1356年）
- ヴァシーリー・ブディヴォルナ（在位：1356年 - 1358年）
- エヴスタフィー・フョードロヴィチ（在位：1358年 - 1360年）：再任
- アレクサンドル（ボリス）(ru)（在位：1360年頃 - 1369年頃）
- マトヴェイ（在位：1375年以前 - 1377年）
- アンドリュス・アルギルダイティス（在位：1377年 - 1386年）：再任
- イヴァン・アンドレエヴィチ（在位：1386年 - 1394年）
- アンドリュス・アルギルダイティス（在位：1394年 - 1399年）：再々任

### モスコフスキー・ナメストニク
- イヴァン・フセヴォロドヴィチ（在位：1399年 - 1399年）
- ダニール・アレクサンドロヴィチ（在位：1401年 - 1407年）
- コンスタンチン・ドミトリエヴィチ (ru)（在位：1407年 - 1408年）
- ダニール・アレクサンドロヴィチ（在位：1408年 - 1409年）：再任
- アレクサンドル・フョードロヴィチ(ru)（在位：1410年 - 1412年）
- コンスタンチン・ドミトリエヴィチ（在位：1412年 - 1414年）：再任
- アンドレイ・アレクサンドロヴィチ(ru)（在位：1415年 - 1417年）
- フョードル・アレクサンドロヴィチ(ru)（在位：1417年 - 1420年）
- アレクサンドル・フョードロヴィチ（在位：1421年 - 1424年）：再任
- フョードル・パトリケエヴィチ(ru)（在位：1424年 - 1425年）
- ドミトリー・アレクサンドロヴィチ(ru)（在位：1428年）
- アレクサンドル・フョードロヴィチ（在位：1429年 - 1434年） ：再々任
- ウラジーミル・ダニーロヴィチ（在位：1434年 - 1436年）
- ボリス・ヴァシリエヴィチ（在位：1436年 - 1437年）
- ウラジーミル・ダニーロヴィチ（在位：1437年 - 1439年）
- アレクサンドル・イヴァノヴィチ（在位：1439年 - 1442年）
- アレクサンドラス・チャルトリスキス（在位：1443年 - 1447年）
- ヴァシーリー・ヴァシリエヴィチ(ru)（在位：1448年 - 1455年）
- アレクサンドラス・チャルトリスキス（在位：1456年 - 1460年）：再任
- ユーリー・ヴァシリエヴィチ（在位：1460年）
- イヴァン・ヴァシリエヴィチ(ru)（在位：1460年 - 1461年）
- ウラジーミル・アンドレエヴィチ(ru)（在位：1461年 - 1462年）
- イヴァン・アレクアンドロヴィチ(ru)（在位：1463年 - 1466年）
- フョードル・ユーリエヴィチ(ru)（在位：1467年 - 1472年）
- ヤロスラフ・ヴァシリエヴィチ(ru)（在位：1473年 - 1477年）
- ヴァシーリー・ヴァシリエヴィチ(ru)（在位：]1478年 - 1482年）
- ヤロスラフ・ヴァシリエヴィチ(ru)（在位：1482年 - 1487年）
- セミョーン・ロマノヴィチ(ru)（在位：1488年 - 1491年）
- ヴァシーリー・フョードロヴィチ（在位：1491年 - 1496年）
- アレクサンドル・ウラジミロヴィチ(ru)（在位：1496年 - 1501年）
- イヴァン・イヴァノヴィチ（在位：1501年 - 1503年）
- ドミトリー・ウラジミロヴィチ(ru)（在位：1503年 - 1507年）
- ピョートル・ドミトリエヴィチ(ru)（在位：1507年 - 1509年）
- イヴァン・ミハイロヴィチ(ru)（在位：1509年 - 1510年）
- グリゴリー・フョードロヴィチ、イヴァン・アンドレエヴィチ(ru)（在位：1510年 - 1511年）
- ピョートル・ヴァシリエヴィチ、セミョーン・フョードロヴィチ(ru)（在位：1511年 - 1513年）